# 楠さやみ
楠 さやみ（くすのき さやみ、2005年4月26日 - ）は、大阪府出身の女子サッカー選手。ポジションはディフェンダー。

## 来歴

### クラブ
2024年にセレッソ大阪堺ガールズから東洋大学に進学した。

### 代表
2022年9月に、U-17女子ワールドカップに臨むU-17日本代表に選出された。大会ではグループステージで2試合に途中出場し、フランス戦では1得点を決めた。

## 代表歴
- U-17日本代表
  - 2022 FIFA U-17女子ワールドカップ; ベスト8（2試合1得点）